# Strönningsviks naturreservat
Strönningsviks naturreservat är ett naturreservat i Tierps kommun i Uppsala län.
Området är naturskyddat sedan 2014 och är 44 hektar stort. Reservatet omfattar sjön Strönningsvik och våtmarker omkring: tallmossar, sumpskogar och rikkärr.